# Kuala Lumpur Bird Park
Koordinaten: 3° 8′ 33″ N, 101° 41′ 18″ O

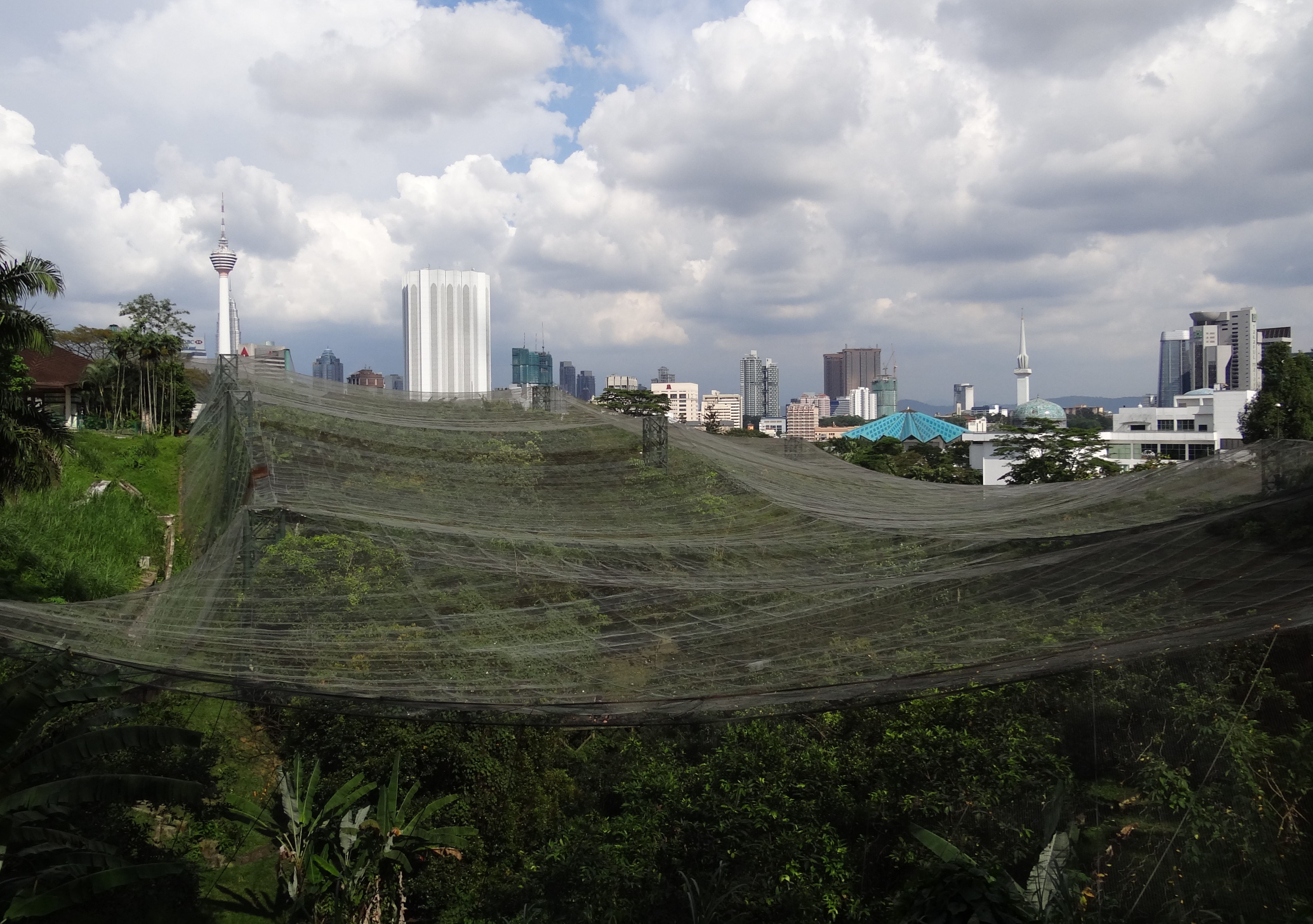
Blick auf den Kuala Lumpur Bird Park und die City

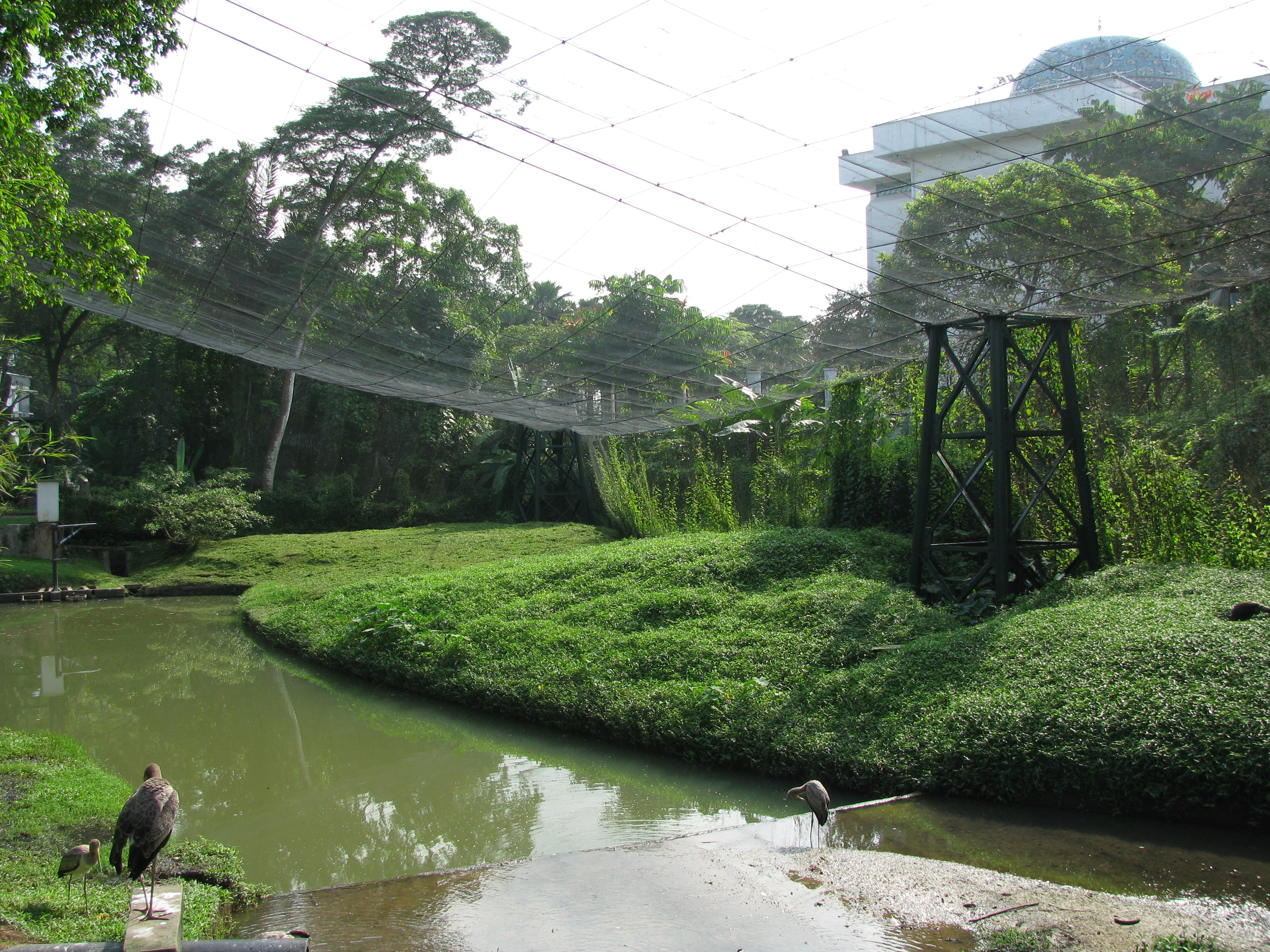
Innenansicht des Kuala Lumpur Bird Parks

Der Kuala Lumpur Bird Park ist ein 1991 eröffneter Vogelpark in Kuala Lumpur, der Hauptstadt Malaysias. Er ist ein Teil des Perdana Botanical Gardens und liegt etwa zehn Autominuten vom Stadtzentrum von Kuala Lumpur entfernt. Direkt neben dem Bird Park befindet sich der Kuala Lumpur Butterfly Park.

## Anlagenkonzept
Der Park erstreckt sich über eine Fläche von rund 8,5 Hektar und ist in vier Zonen unterteilt: Die Zonen 1 und 2 bilden je eine große, für Besucher zugängliche Freiflughalle. In einer künstlichen Seenlandschaft in Zone 1 leben Pelikane (Pelecanidae) und Flamingos (Phoenicopteridae). Die Zone 3 ist der Hornbill Park, in dem verschiedene Nashornvögel (Bucerotidae) sowie der in freier Wildbahn nur auf Taiwan vorkommende Dickschnabelkitta (Urocissa caerulea) gehalten werden. In Zone 4 sind einerseits Vögel in separaten Volieren zu besichtigen, andererseits gibt es Freiflächen für Strauße und weitere flugunfähige Vögel. Dort können die Besucher diese flugunfähigen Vögel füttern. In allen Zonen wird versucht, die natürlichen Lebensräume der Vögel nachzubilden, dazu zählen beispielsweise ein tropischer Regenwald, ein dichtes Strauchgebiet, eine Steppe und eine Teichlandschaft. Die Anlagen sind mit einer vielfältigen Vegetation ausgestattet und enthalten auch Versteckmöglichkeiten. Dadurch ist es vielen Arten möglich, in dieser Umgebung Nester zu bauen und zu brüten. Teilweise werden die Eier in einer separaten Aufzuchtstation ausgebrütet, wo die Besucher durch Fensterscheiben das Schlüpfen der Küken beobachten können. Zusätzliche Programme in den Bereichen Bildung und Arterhaltung sollen dazu beizutragen, auf die Wichtigkeit des Erhalts von Wildtierarten hinzuweisen. In einer separaten Abteilung können die Skelette verschiedener Vogelarten besichtigt werden. Flugschauen mit Papageien und Greifvögeln (Accipitriformes) werden im Park durchgeführt. Dazu steht für die Gäste ein mit 350 Sitzen ausgestattetes Freilichttheater zur Verfügung.

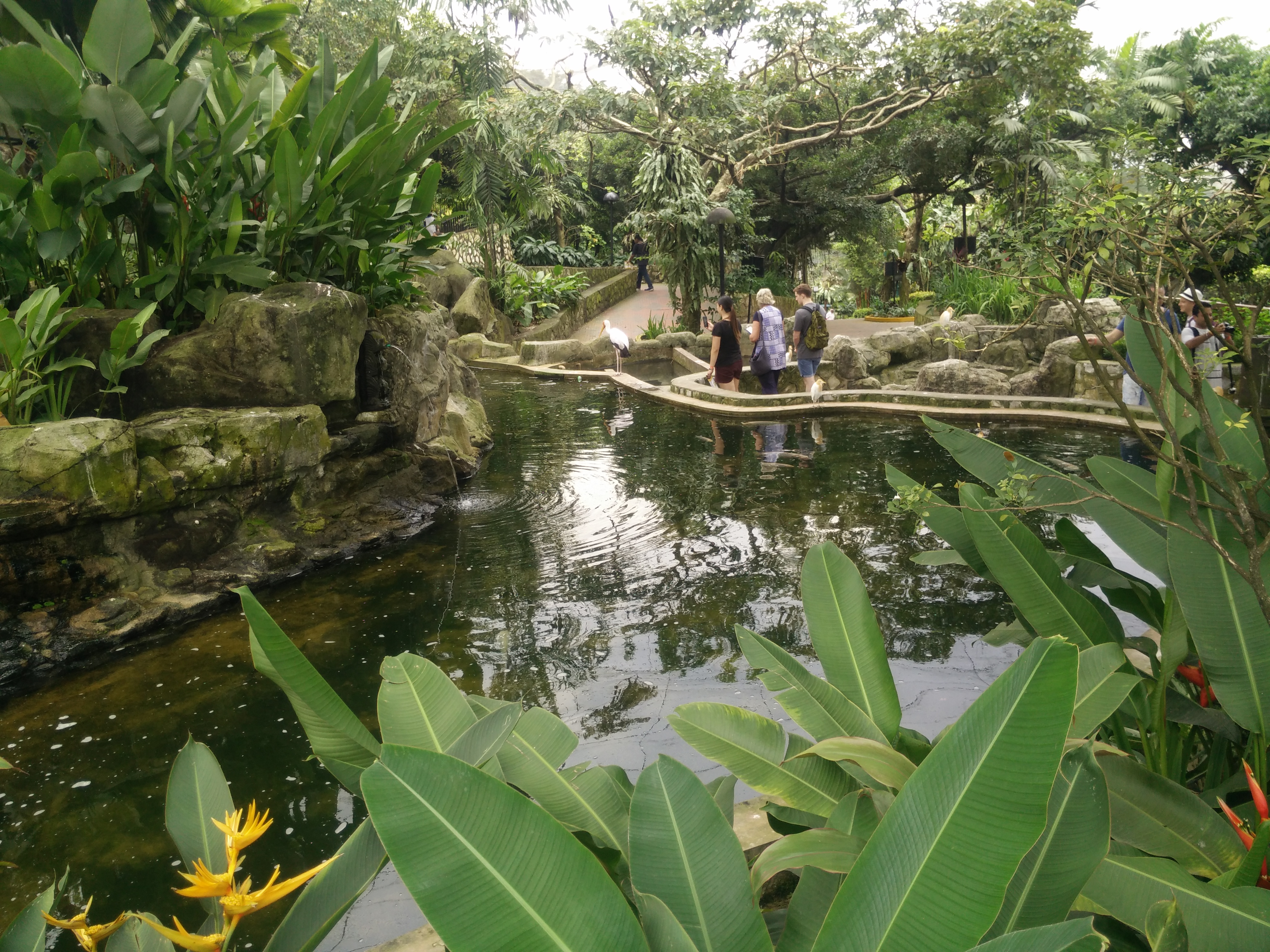
Blick in die Tropenhalle
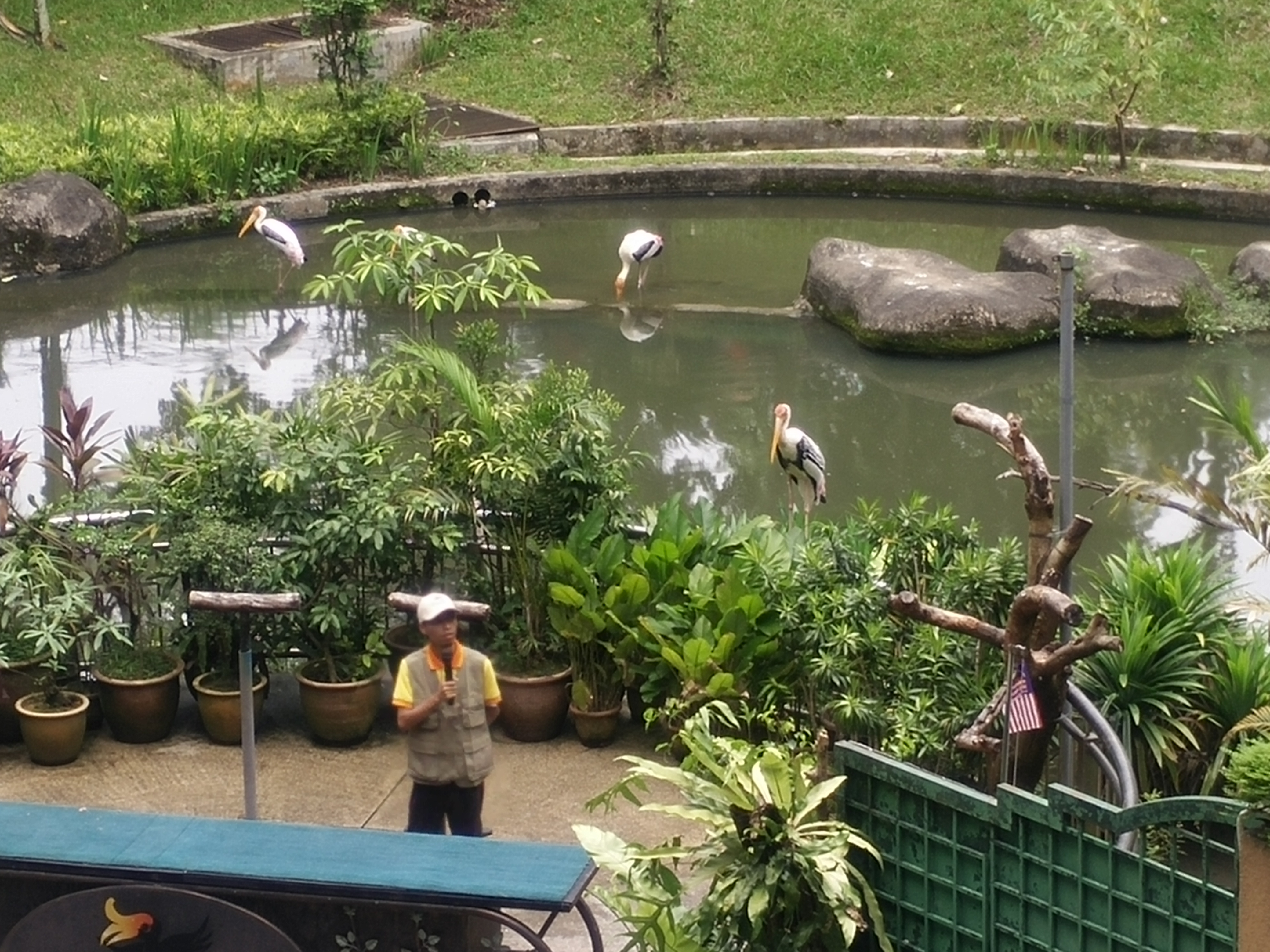
Panorama mit Teichlandschaft
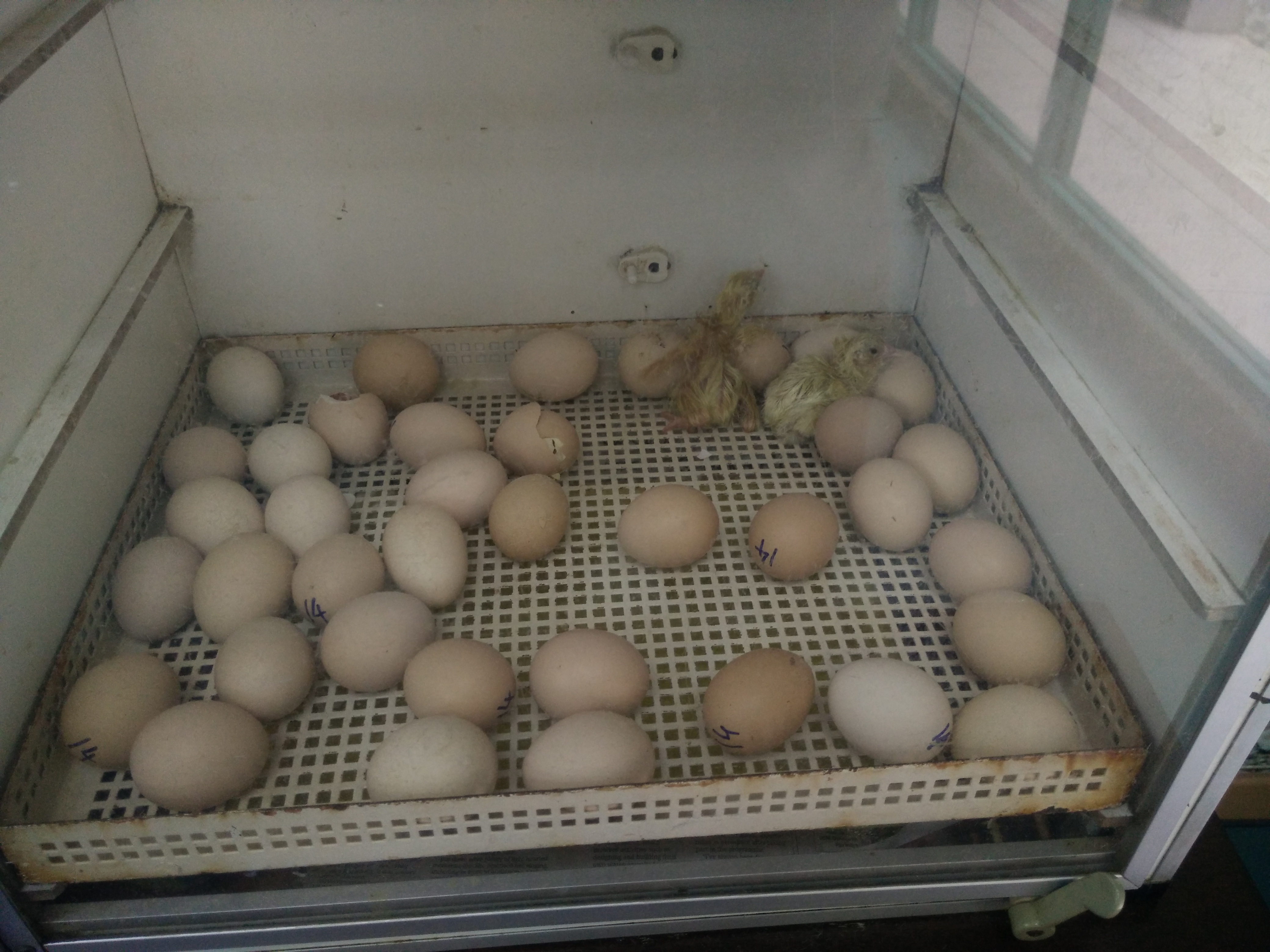
Brutstation
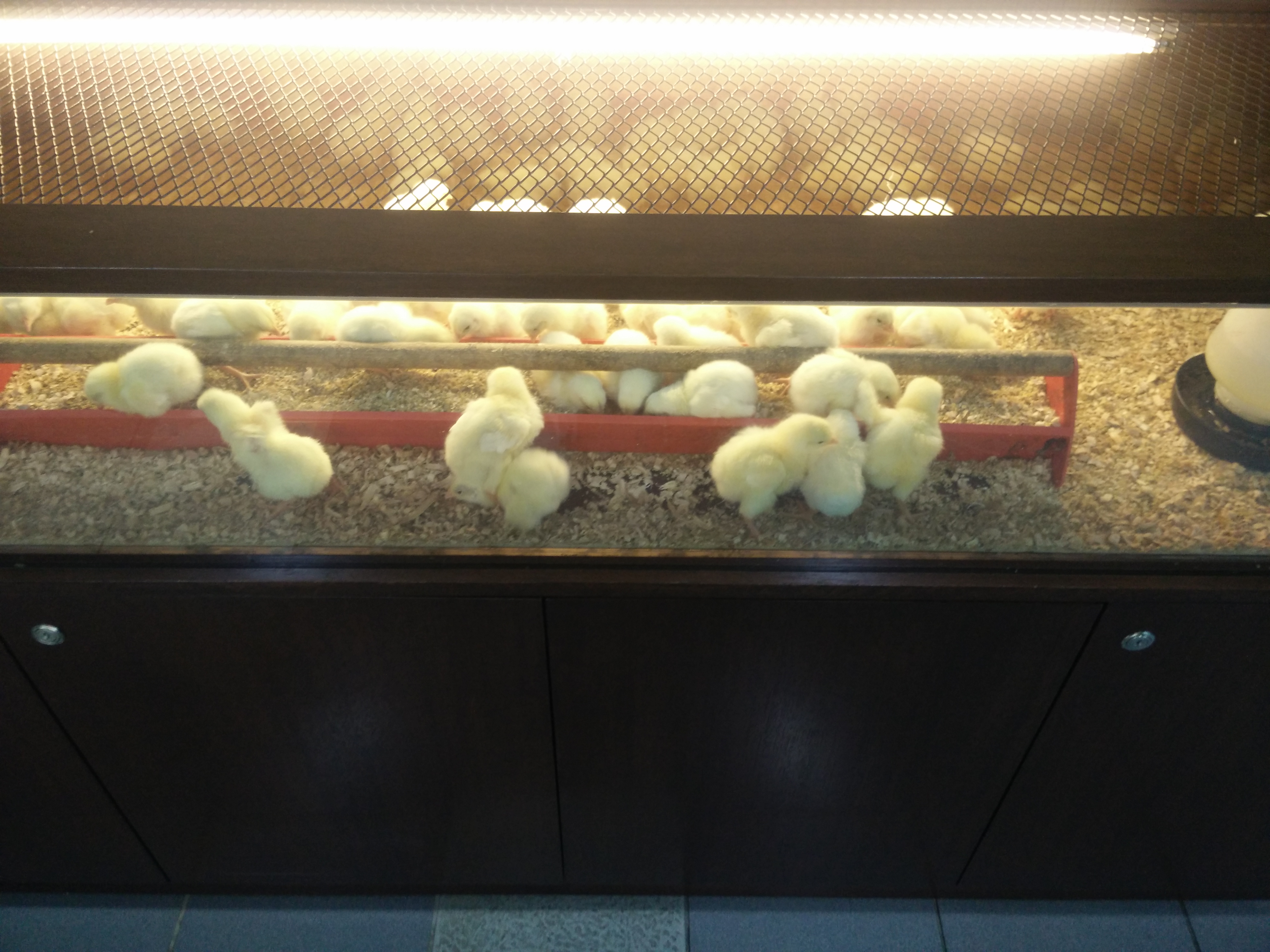
Frisch geschlüpfte Küken
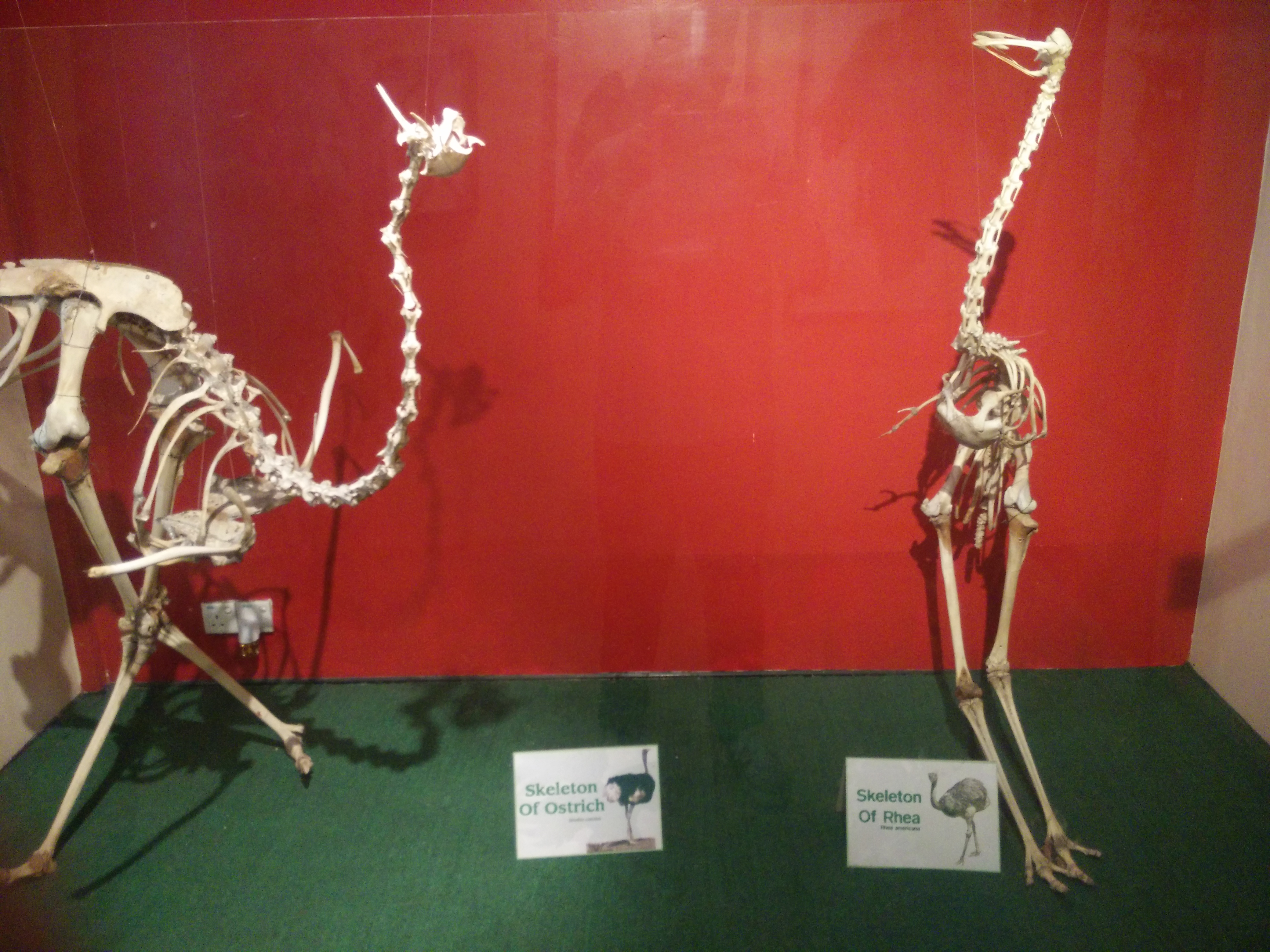
Vogelskelette
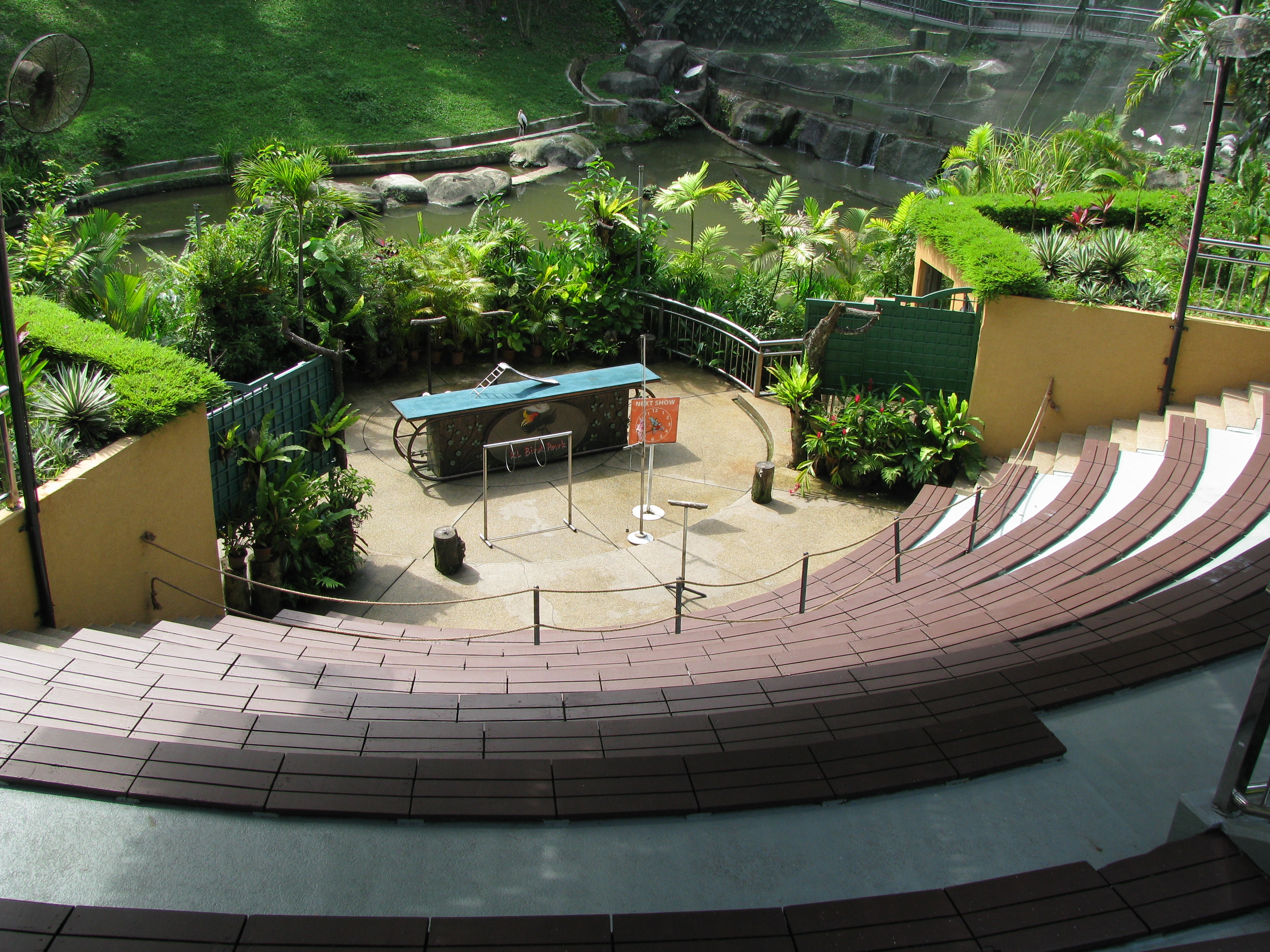
Freilichttheater
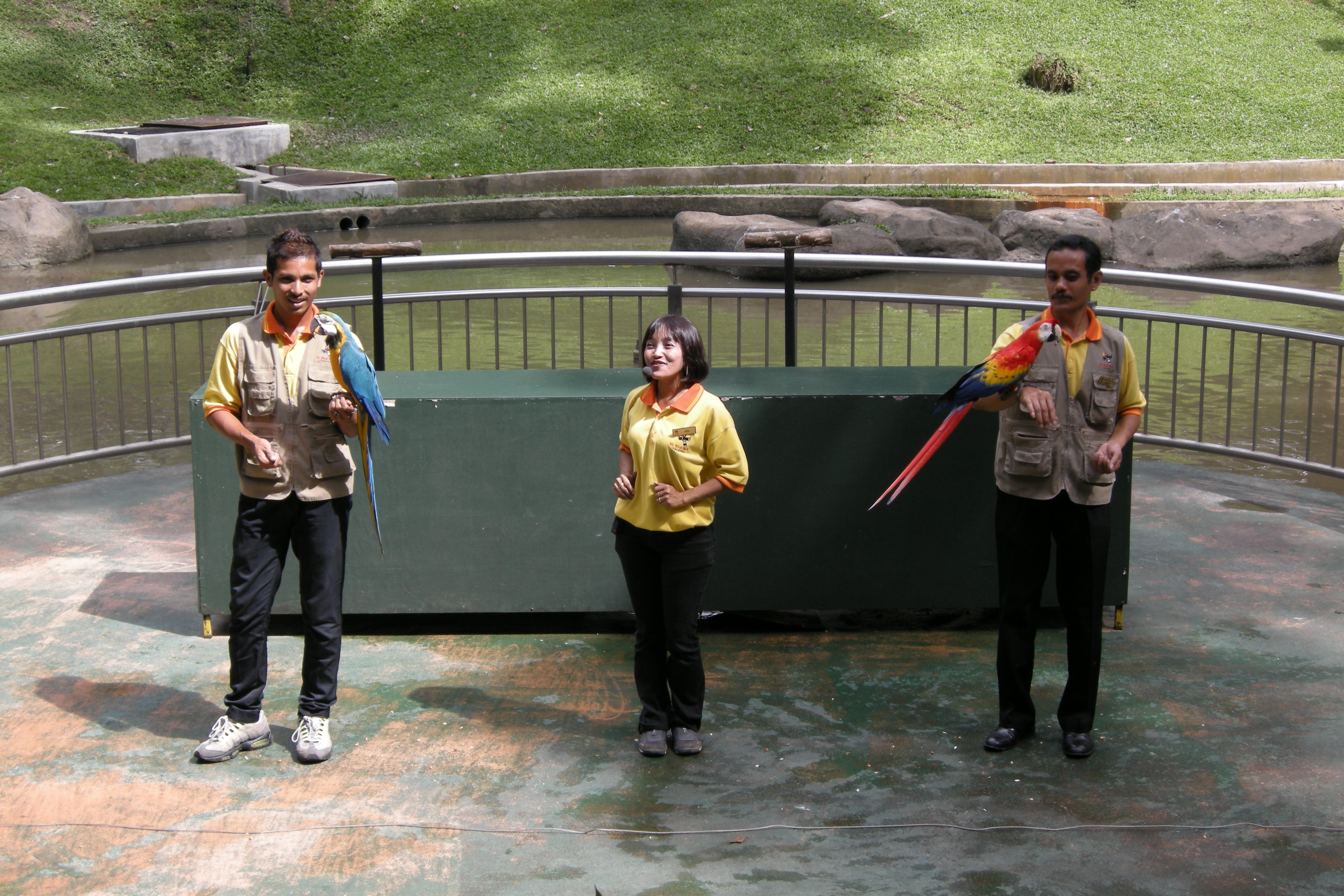
Show mit Papageien
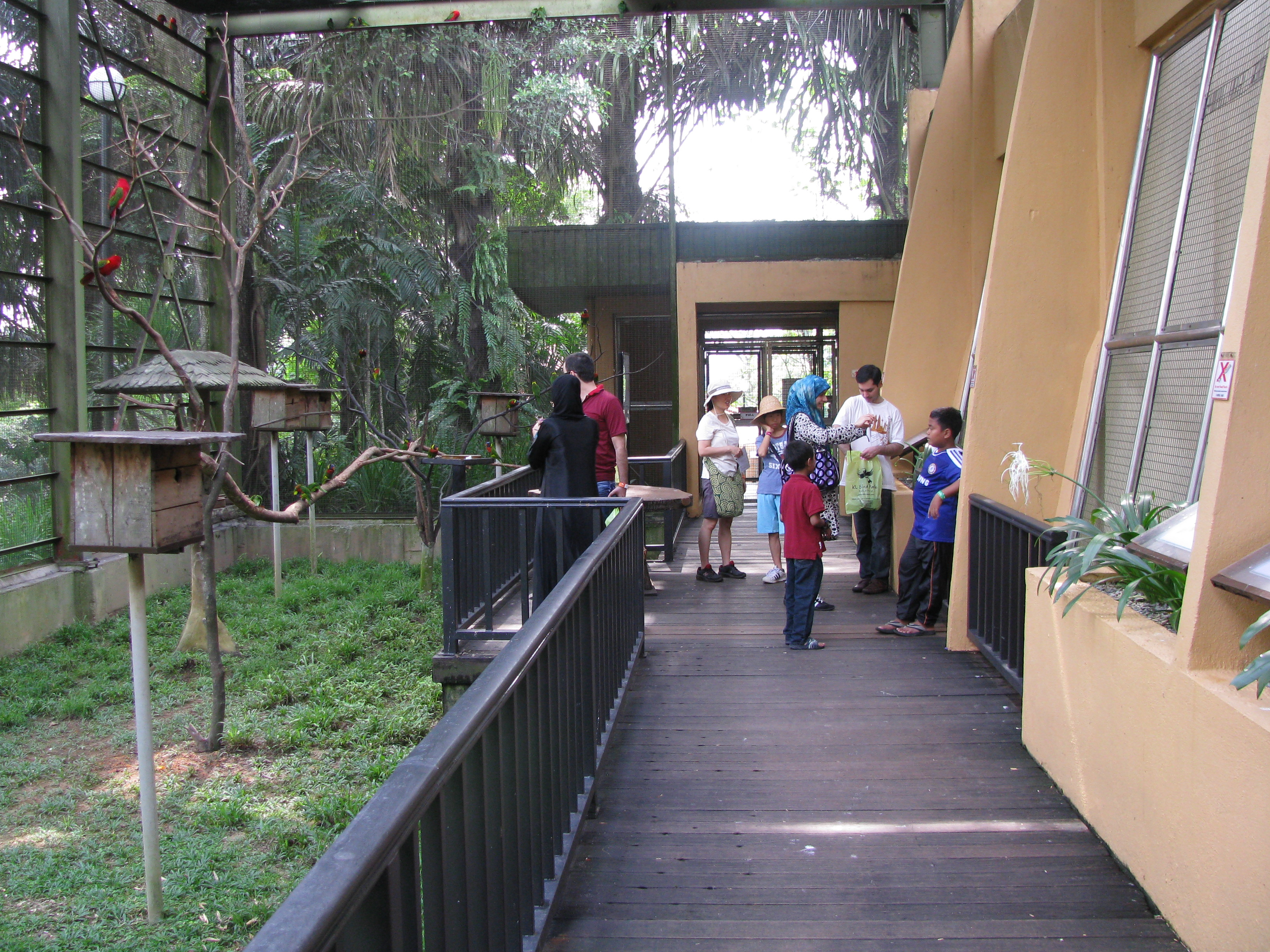
Hier können Papageien gefüttert werden

## Artenspektrum
Im Kuala Lumpur Bird Park werden über 3000 Vögel in rund 200 Arten gehalten. Schwerpunktmäßig werden Vögel der indonesischen Fauna gezeigt, jedoch auch Tiere aus Asien, Afrika und Australien. Die nachfolgenden Bilder zeigen eine Auswahl einiger Vogelarten aus dem Bestand des Vogelparks:

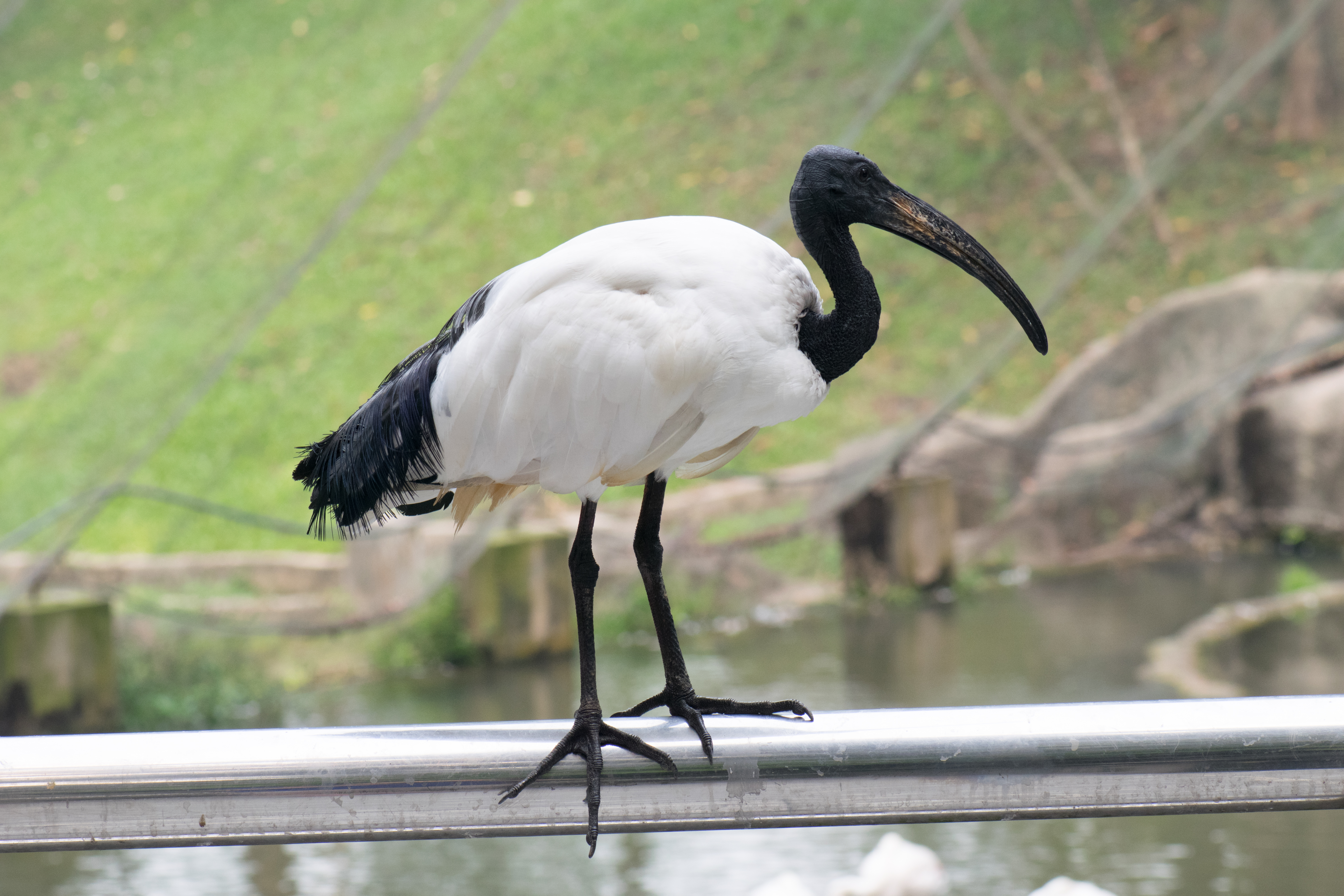
Heiliger Ibis (Threskiornis aethiopicus)
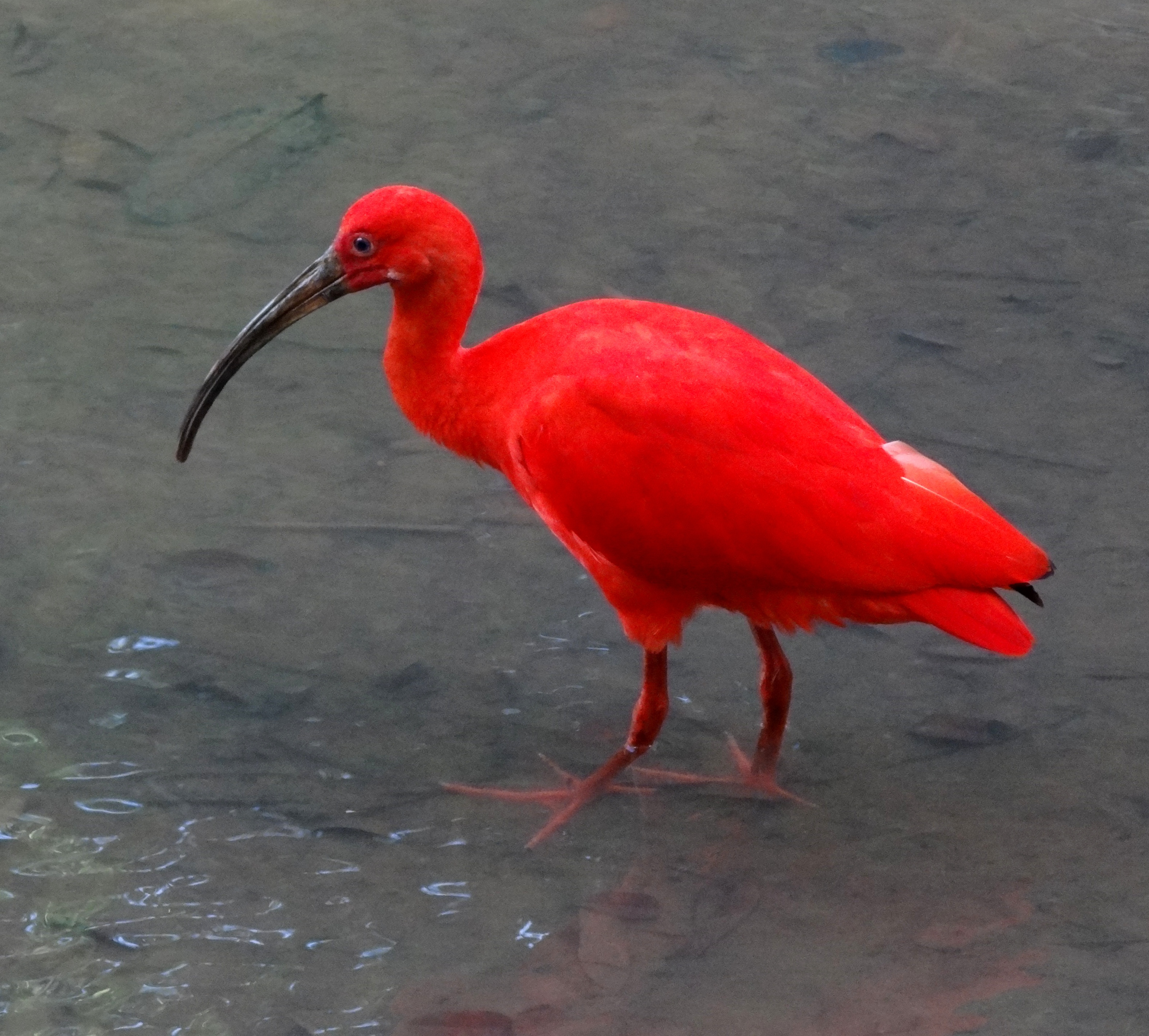
Scharlachsichler (Eudocimus ruber)
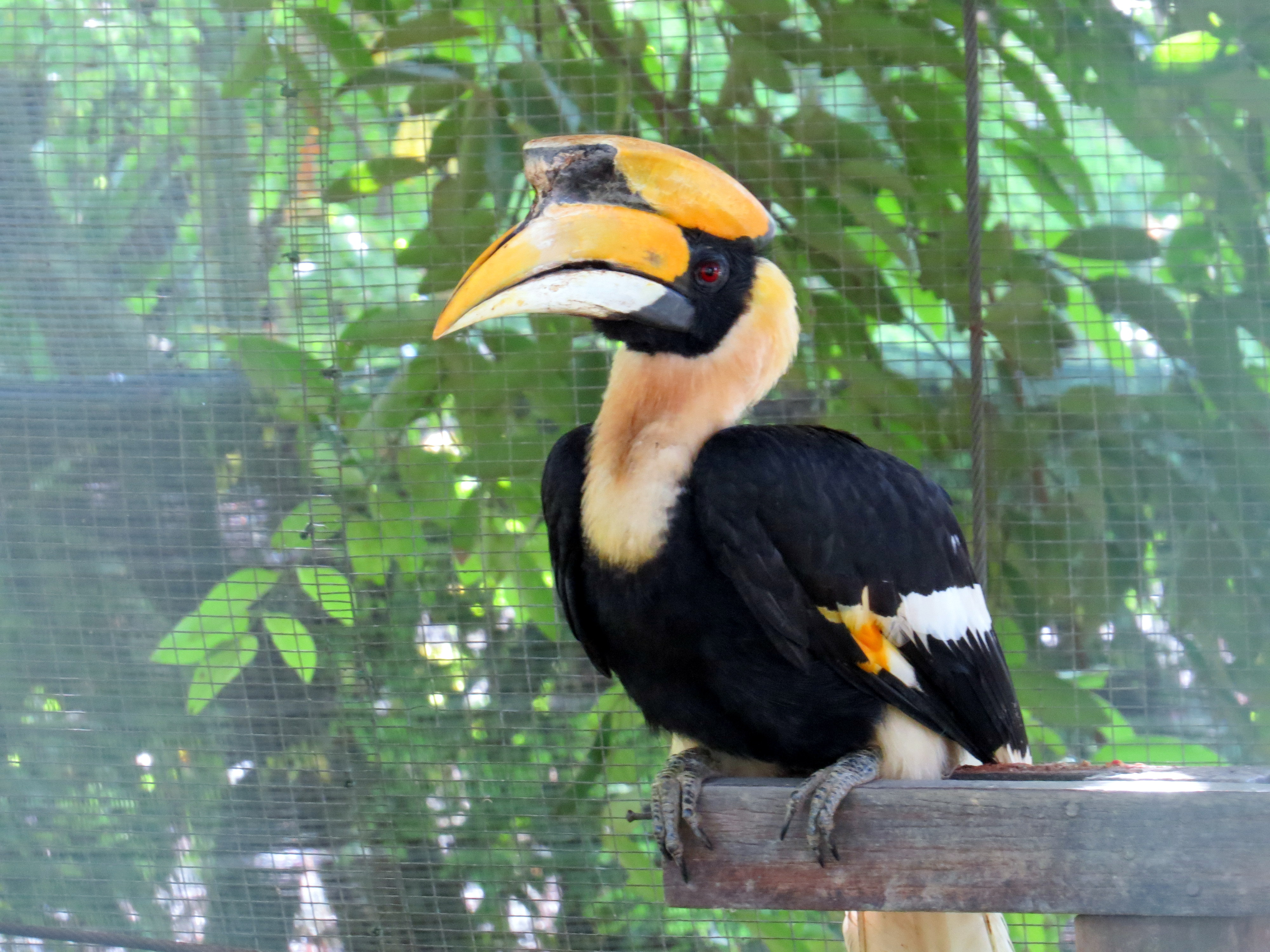
Doppelhornvogel (Buceros bicornis)
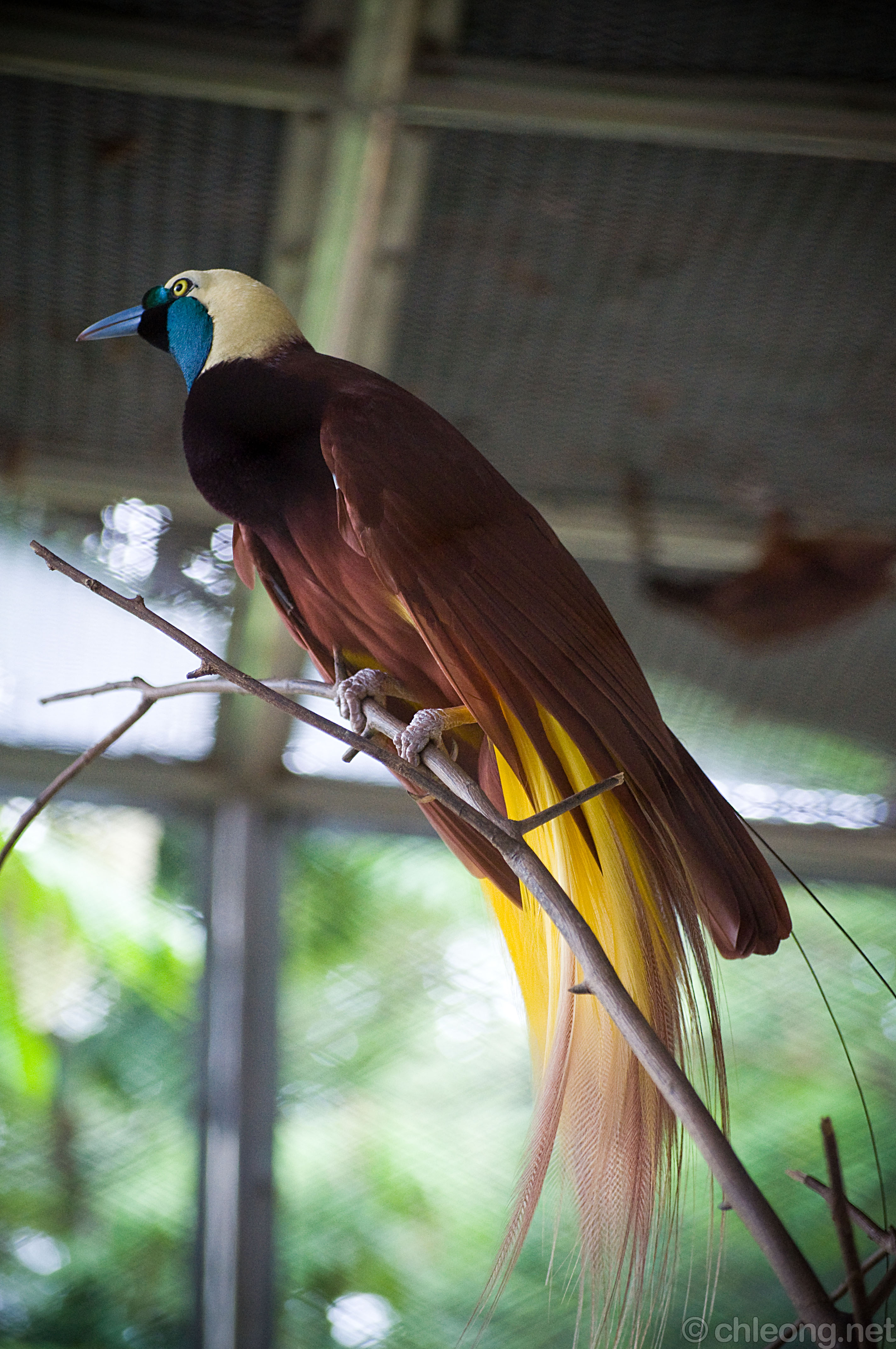
Großparadiesvogel (Paradisaea apoda)
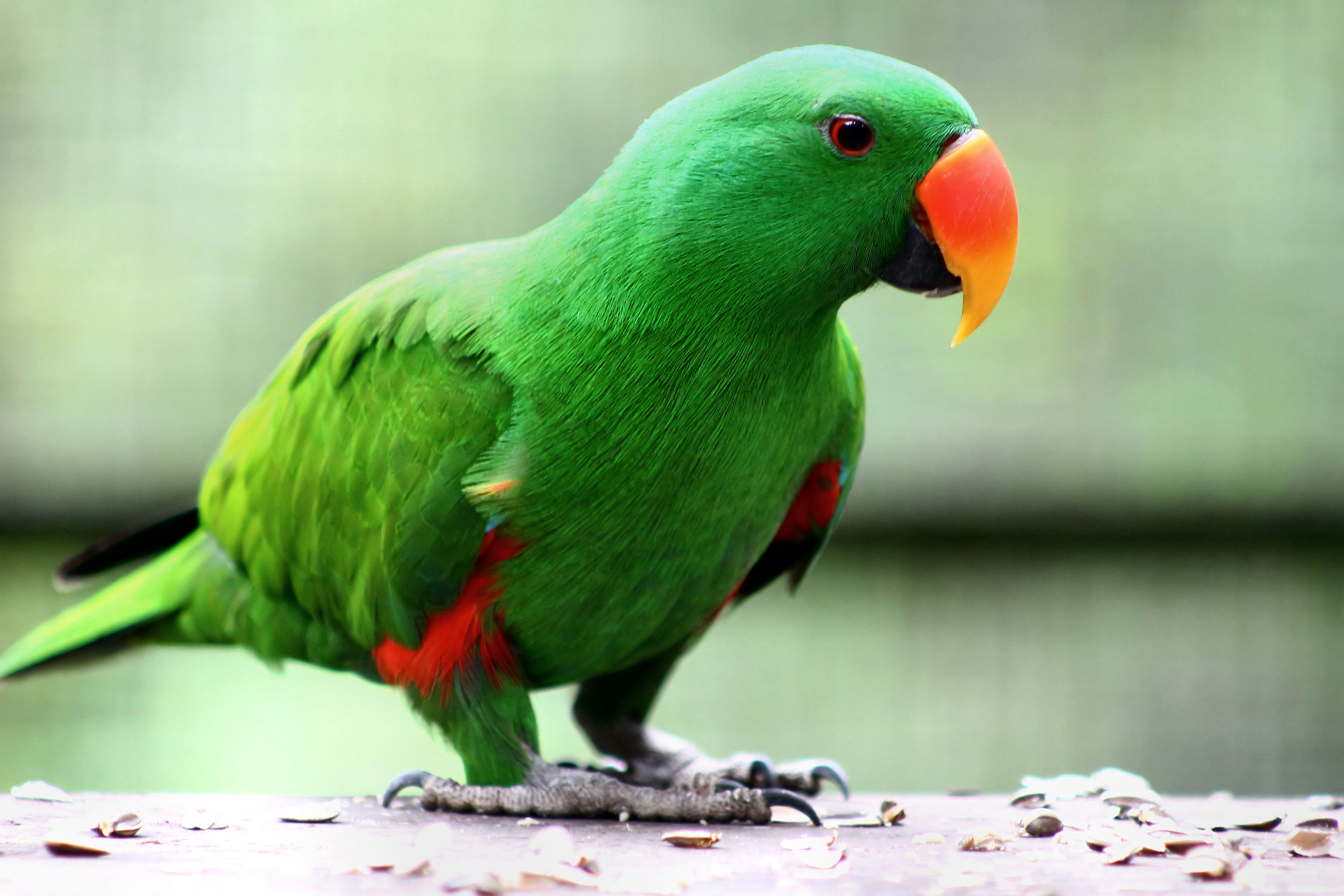
Edelpapagei (Eclectus roratus)
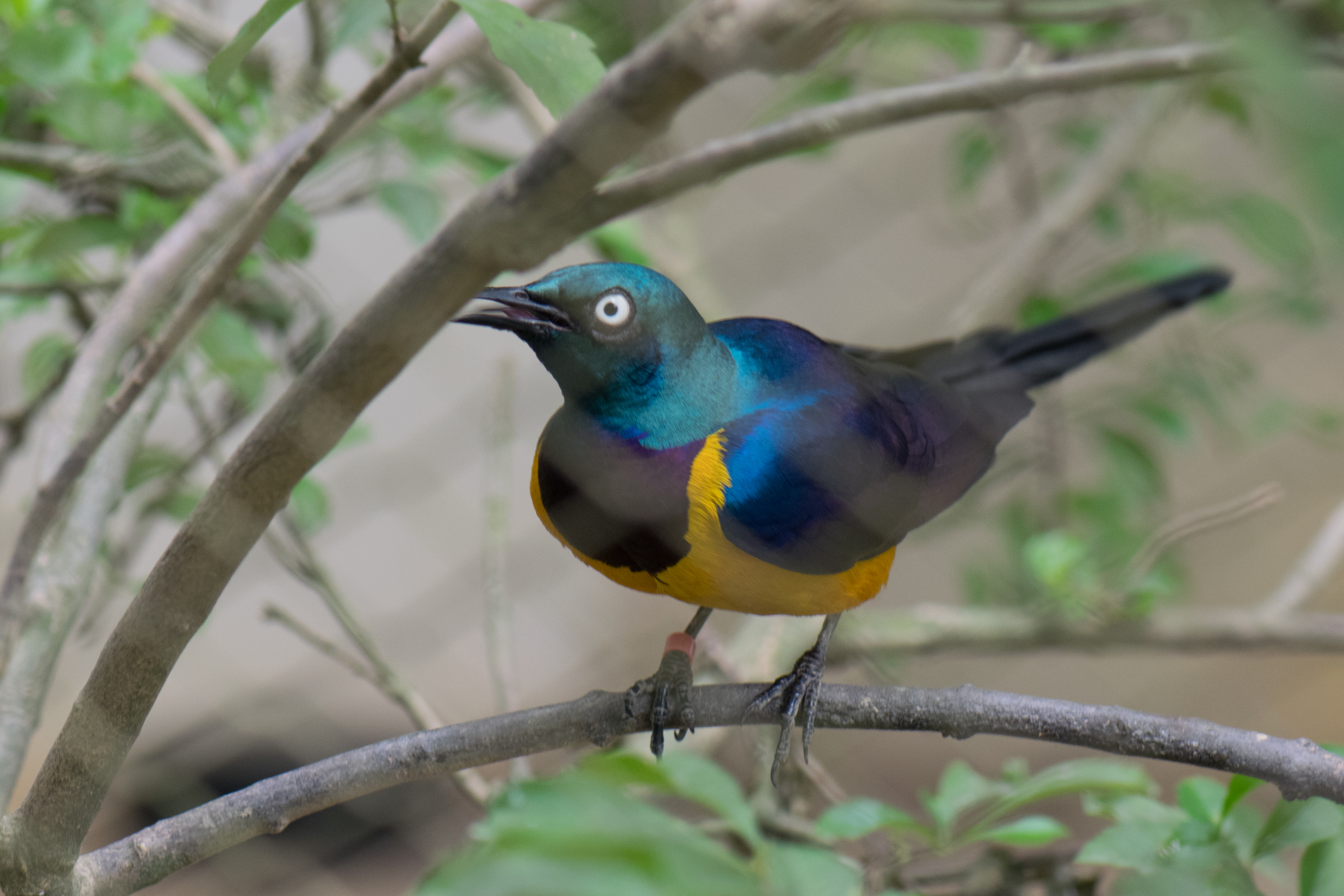
Königsglanzstar (Lamprotornis regius)
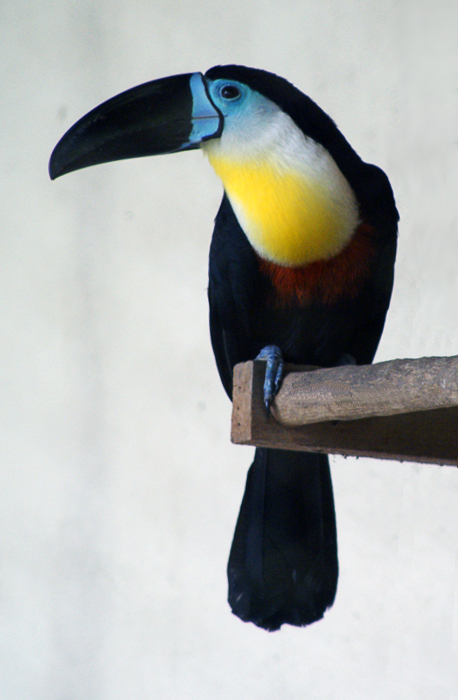
Dottertukan (Ramphastos vitellinus)
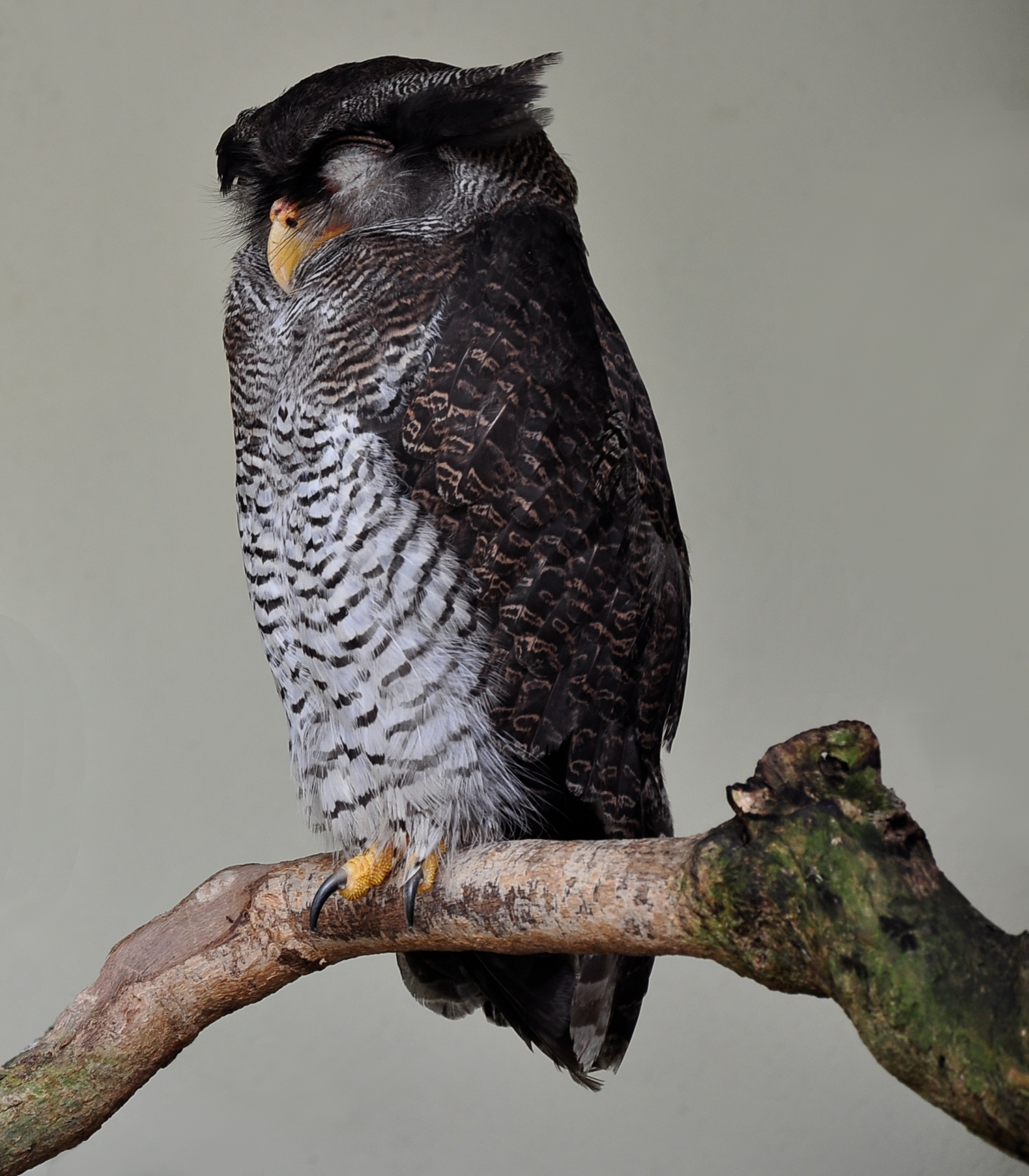
Malaienuhu (Bubo sumatranus)